# Păncești
Păncești – wieś w Rumunii, w okręgu Bacău, w gminie Sascut. W 2011 roku liczyła 2240 mieszkańców.